# Kírova (Krasnodar)
Kírova (del ruso: Ки́рова) es un jútor del raión de Novokubansk en el krai de Krasnodar de Rusia. Está situado en las llanuras de la orilla izquierda del río Kubán, 12 km al noroeste de Novokubansk y 151 km al este de Krasnodar. Tenía 465 habitantes en 2010.
Es cabeza del municipio Verjnekubánskoye, al que pertenecen Bolshevik, Dalni, Západni, Zorka, Ivánovski, Izmáilov, Zheleznodorozhnogo razvezda Kara-Dzhalga, Marinski, Léninski, Rote-Fane, Tiopli, Fiódorovski, Engelsa, Shefkomuna y Telmana.

## Lugares de interés
Hay un grupo de 12 kurganes situados 3 km al noroeste de la localidad.

## Economía y transporte
Cabe destacar la bodega y fábrica de coñac ZAO Novokubánskoye, fundada en 1943.
Cuenta con un apeadero en la línea del ferrocarril del Cáucaso Norte, entre Kavkázskaya y Armavir. Al oeste de la localidad pasa la carretera federal M29 Cáucaso.

## Servicios sociales
En la localidad se halla un ambulatorio, una farmacia, un jardín de infancia, una escuela y una casa de cultura, entre otros establecimientos.